# Lobulia subalpina
Lobulia subalpina is een hagedissensoort uit de familie van de skinken (Scincidae).

## Naam
De wetenschappelijke naam van de soort werd voor het eerst voorgesteld door Allen E. Greer, Allen Allison en Harold G. Cogger in 2005. De soortaanduiding subalpina betekent vrij vertaald 'sub-alpijns'.

## Verspreiding en habitat
De soort werd ontdekt in de bergen van de provincies Morobe en Central in  Papoea-Nieuw-Guinea, op een hoogte van 2350 tot 3200 meter boven zeeniveau.

## Beschermingsstatus
Door de internationale natuurbeschermingsorganisatie IUCN is de beschermingsstatus 'veilig' toegewezen (Least Concern of LC).